# Омский метрополитен
О́мский метрополите́н — недостроенная и законсервированная система метрополитена в Омске (Россия).
Строительство началось в 1992 году; планировалось пустить его сначала в 1997 году, затем в 2008, 2012, 2015 и 2016 годах (как подарок к 300-летию города), однако из-за проблем с финансированием и низкой транспортной эффективности пусковой линии метро в феврале 2014 года правительство Омской области предложило соединить построенные подземные объекты с наземным рельсовым транспортом.
В сентябре 2014 года было объявлено, что строительство метрополитена продолжится, но новые сроки сдачи Омского метро в эксплуатацию не назывались. 6 ноября 2014 года появилось сообщение о консервации строительства. 9 сентября 2015 года было объявлено о продолжении строительства — ввиду дороговизны консервации и поддержания в стабильном состоянии построенных объектов. Тем не менее, строительство не велось, и денег на него не предусматривалось.
В мае 2018 года правительство Омской области приняло решение заморозить строительство метро в Омске. В 2019 году стало известно, что строительство метрополитена будет окончательно прекращено, существующие объекты будут использованы для развития транспортной системы города, в частности — трамвайной сети, а одна из очередей метрополитена будет затоплена. Несмотря на всё это, вопрос о продолжении его строительства был вновь поднят в обсуждениях на правительственных заседаниях. Кроме того, разговоры об этом продолжились, когда у Омска 11 сентября 2023 года появился город-побратим Минск, однако позже стало известно, что недостроенные объекты решено ликвидировать, после чего в связи с поданной к УФАС жалобой были приостановлены работы по интеграции недостроенного метрополитена в транспортную систему Омска, которые, несмотря на жалобу, присутствуют в планах, ввиду чего было объявлено о повторной попытке интеграции. Позже было решено зарезервировать землю для полноценного метрополитена, однако вскоре процесс был отложен на три года из-за гидроузла.
Омский метрополитен — в случае открытия в первоначально установленные сроки — должен был стать вторым в Сибири после Новосибирского, седьмым в России и пятнадцатым на территории бывшего СССР.

## История строительства
Впервые о необходимости строительства метро в Омске заговорили в 1960-х годах в связи с большой протяжённостью города вдоль реки Иртыш и относительной узости его улиц. Однако после того как финансирование было выделено, архитекторы города приняли решение строить сеть скоростного трамвая, и выделенное финансирование было передано на строительство Челябинского метрополитена.
В 1986 году вопрос строительства метро был пересмотрен, и началось поступление средств на технико-экономическое обоснование и проектирование. В проектировании были задействованы московский «Метрогипротранс», ленинградский «Ленметрогипротранс», новосибирские «Сибгипротранс» и «Новосибметропроект», а также омские организации «Омскгражданпроект», Омская специализированная бригада и омское отделение «Сибжелдорпроекта». Предложенная схема метро представляла собой треугольник из трёх линий с тремя пересадочными узлами совмещённого типа. Создание в Омске тоннельного отряда было запланировано на 1990 год, в 1991 году планировалось создать несколько строительно-монтажных управлений для выполнения общестроительных и отделочных работ. Первой планировалось строить первую очередь 1-й линии метро длиной 6,85 км с шестью станциями. В связи со значительной глубиной промерзания почвы (до двух метров) было решено выполнить мостовые переходы через Омь и Иртыш в виде защищённой от внешней среды галереи с утеплением.
1 ноября 1986 года был объявлен всесоюзный конкурс по архитектурно-художественному оформлению первых шести станций первой очереди 1-й линии омского метро.

### Начало строительства (1992—2013)
Строительство началось в 1992 году, хотя ранее предполагалось начать строительство в январе 1990 года и завершить через 7 лет, но в 1989 году согласно постановлению Совета министров СССР проектные работы были приостановлены, а штаб строительства распущен.
По первоначальному плану предполагалось открыть сначала южный участок первой линии «Маршала Жукова» — «Рабочая» на правом берегу Иртыша для связи центра города с промышленным районом, и лишь потом вести линию дальше на север, к мосту через Иртыш и на левый берег. Были начаты работы на участке «Туполевская» — «Рабочая», но к 2003 году при слабом финансировании удалось пройти лишь один тоннель на этом перегоне.
Однако к этому моменту планы радикально изменились: пусковой участок был изменён на северный, в него был включены метромост для связи берегов Иртыша и 4 станции по обе стороны от него — одну на правом берегу и три на левом берегу. Работы по строительству резко активизировались, а омским губернатором Полежаевым даже был назван точный срок открытия метро — 1 июля 2008 года.
Комбинированный двухъярусный авто-метро-мост был построен и открыт для автомобильного движения в 2005 году.
30 мая 2008 года при проходке тоннеля от «Кристалла» до «Заречной» произошло затопление части тоннелей строящегося метрополитена в связи с прорывом водопровода. Тоннелепроходческий комплекс был залит несколькими тоннами воды. Рабочие успели эвакуироваться. На полное устранение последствий затопления потребовалось несколько недель.
По состоянию на июль 2009 готовность первой ветки метро составляла 26 %. Работы велись на трёх станциях из четырёх. На станции «Соборная» строительство не было начато, велись только подготовительные работы по выносу инженерных сетей. Строительство электродепо также было приостановлено на уровне земляных работ.
В 2010 году федеральный бюджет перестал выделять деньги на строительство метрополитена, а самостоятельно Омск не смог профинансировать такой объект. Выделяемые из областного бюджета средства шли только на поддержание уже готовых объектов. К ним относились почти готовая станция «Библиотека имени Пушкина» и тоннель от неё до станции «Кристалл». Министр экономического развития России Эльвира Набиуллина, посетившая 24 сентября с рабочим визитом омское метро, считала, что оно находилось в высокой степени готовности. Было обещано, что, по результатам переговоров губернатора Омской области Леонида Полежаева с руководителями федеральных ведомств, омское метро получит 1 млрд рублей на строительство.

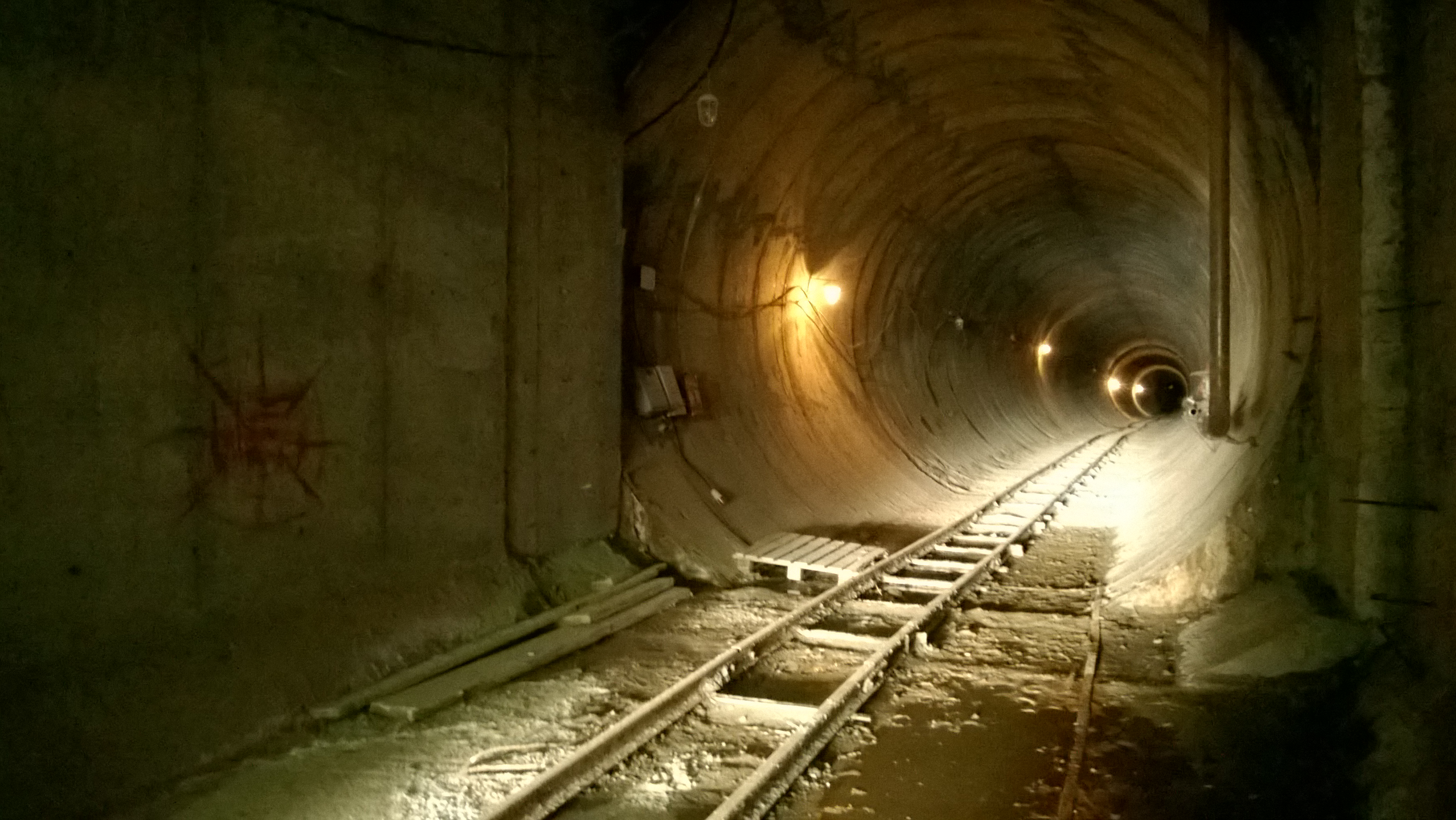
Вход в один из тоннелей

В марте 2011 года возобновилось строительство метрополитена, осуществлялась сборка тоннелепроходческого комплекса «Lovat», способного проходить до 15 метров в сутки. Первоначально говорилось, что в течение 2011 года комплекс должен полностью выполнить проходку правого и левого перегонов между станциями «Заречная» и «Кристалл», но потом было уточнено — Lovat должен проложить 1100 из 1560 метров перегона между станциями. Также в марте начались строительные работы на подземном пешеходном переходе у станции метро «Библиотека имени Пушкина». Планировалось, что он будет введён в эксплуатацию в начале августа.

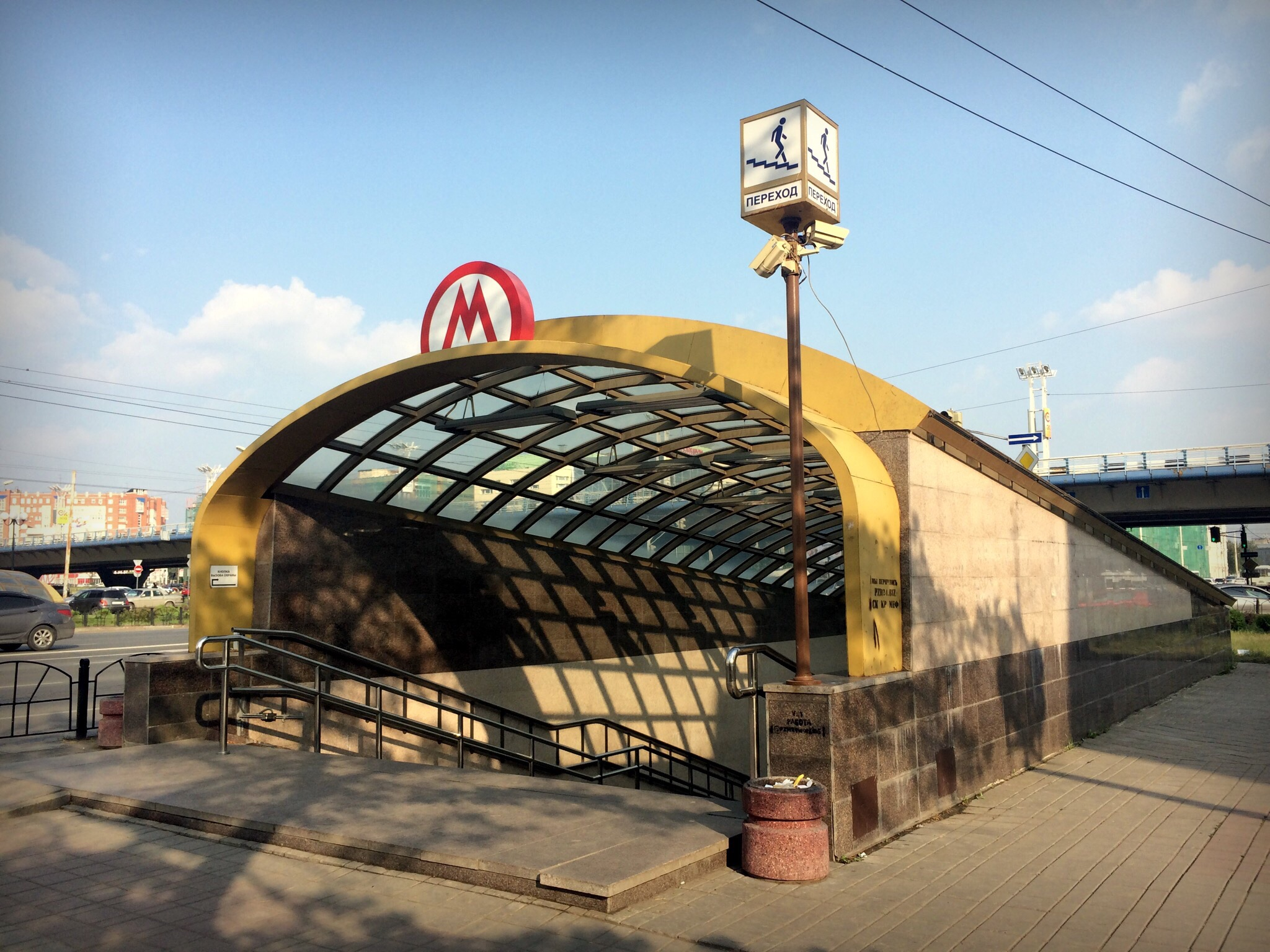
Вход на станцию метро «Библиотека им. Пушкина»

24 июня 2011 года состоялся запуск щита на перегоне между станциями «Кристалл» и «Заречная» в сторону последней. В 2011 году комплексом планировалось проложить 1651 метр тоннелей на глубине до 24 метров. Присутствовавший на запуске щита губернатор Полежаев пообещал запустить Омское метро 7 ноября 2015 года.
2 сентября 2011 года вестибюль станции омского метро «Библиотека им. Пушкина» открыли для пешеходов в качестве подземного перехода. Строительство метро ведёт «НПО Мостовик».
В июле 2012 года было заявлено о замедлении строительства из-за подземных рек и ручьёв. В августе 2012 года завершена проходка правого полуторакилометрового перегонного тоннеля «Кристалл» — «Заречная», затем ТПК Lovat был демонтирован и развёрнут для последующего сооружения левого перегонного тоннеля — работы стартовали 8 октября. 1 февраля 2013 года удалось выйти к венткамере, расположенной в районе торгово-офисного центра «Фестиваль», где и произошла сбойка с ранее построенным участком ЛПТ. Параллельно с сооружением тоннеля работы велись на нескольких участках: стартовали работы по обустройству площадки в районе станция «Соборная», производилась отсыпка грунта на рамповом участке станции «Проспект Рокоссовского». В общей сложности на объекте круглосуточно трудились порядка 430 человек.
В августе 2012 года Дмитрий Медведев дал поручение правительству выделить необходимые средства на его строительство, первая очередь должна была быть запущена в Омске в 2016 году. Однако существовала неопределённость в том, какое именно министерство, Минфин или Минтранс, должно финансировать строительство.
На строительство метро в 2013 году федеральный центр дал миллиард рублей. Планировалось, что вместе со средствами областного бюджета затраты на строительство в 2013 году составят 1,5 миллиарда рублей, что позволит начать строительство ещё двух станций — Соборной и Рокоссовского.

### Переформатирование проекта (2014 год)
В начале 2014 года шло активное обсуждение идеи переформатирования омского метро, поскольку даже инновационный вариант не отвечал финансовым возможностям и транспортным потребностям города. Была названа новая сумма, необходимая для достройки классического метро — 24 млрд рублей без учёта цены подвижного состава —, которая изменила настроения в городе, поскольку является неподъёмной для Омска. 28 февраля 2014 года губернатор Виктор Назаров сообщил, что правительство области приняло окончательное решение превратить недостроенное метро в рельсовую систему, единую с наземным трамваем.
Губернатор области Виктор Назаров решил проанализировать транспортную ситуацию в Омске. Для этого он совместно с фондом «Мечте навстречу» Андрем Голушко, сенатором от Омской области, привлёк к проекту агентство «Городские проекты», которое специализируется на экспертизе транспортной ситуации в городах. Для работы над проектом был приглашён доктор наук Вукан Вучик. Целью проекта было информирование жителей Омска, областной и городской власти о направлениях развития магистрального пассажирского транспорта в мире, тенденциях развития транспорта в Омске, возможностях города по решению транспортных задач. А также подготовка предложений для принятия Правительством Омской области обоснованного и взвешенного решения о том, как создать в Омске надёжную и современную транспортную систему, соответствующую задачам города.
13 марта министр развития транспортного комплекса Олег Илюшин представил предварительный проект переформатирования метрополитена в скоростной трамвай, который обойдётся в 7,3 млрд рублей (без учёта цены подвижного состава). По проекту планировалось, что строительство линии легкорельсового транспорта будет завершено к 2016 году, юбилею города. Скоростной трамвай будет использовать уже построенные объекты метро, однако дальнейшее строительство будет наземным (например, перегон между станциями «Кристалл» и «Соборная площадь», который частично пройдёт по эстакаде). На правом берегу Иртыша соединение объектов бывшего метрополитена и других транспортных систем города планируется построить на пересечении улиц Герцена и Фрунзе.
14 марта проект первого пускового участка первой линии инновационного метрополитена, разработанный специалистами НПО «Мостовик», получил положительное заключение Главгосэкспертизы России. Концепция основана на применении современных технологий, оборудования и подвижных трёхвагонных составов. Уменьшение длины подвижного состава связано с обновлёнными расчётами величины пассажиропотока — иными словами, чтобы не возить «воздух» в поездах на первом пусковом участке. В случае дальнейшего развития ЛРТ современные системы позволят установить такую интенсивность движения, что перевозки будут происходить оптимальным образом — без перегрузок, но и без пустых вагонов.
29 марта агентство «Городские проекты» представило жителям города результаты проекта оценки транспортной ситуации в городе. По результатам проекта рекомендовалось полностью отказаться от строительства метро, как из-за больших экономических затрат, так и из-за низкой эффективности проекта. Взамен этого было предложено комплексное решение, которое включало в себя развитие современного трамвая, который сможет использовать уже построенные объекты метро. Минимальные инвестиции в проекты оценивались в 10,1 млрд рублей, при которых достигался охват жителей в 10 %, а доля транспортной работы в городе — 12 %. Также были предложены три приоритета развития: первый приоритет реализовался при инвестициях в 21,6 млрд рублей, за счёт этого достигался 15 % охват жителей и доля транспортной работы в 35—40 %. Второй приоритет оценивался в 32—35 млрд рублей, доля транспортной работы — 45—60 %, а охват жителей 23—27 %. Третий приоритет нуждается в инвестициях на уровне 35—37 млрд рублей, при нём достигается охват жителей в 25—30 %, а доля транспортной работы в 50—70 %. Также в проекте было рекомендовано выработать политику по развитию общественного транспорта и снижению зависимости от автомобиля и автомобилепользования, пересмотр принципов организации дорожного движения, внедрение политики управления парковочным пространством города.

### Последние попытки строительства (2015—2016)
Открытие первого пускового участка было назначено на 2016 год как подарок к 300-летию города (хотя и эта дата не была окончательной в связи с проблемами финансирования). Однако в 2015 году ввиду отсутствия финансирования и банкротства застройщика НПО «Мостовик» строительство было остановлено. Осенью 2015 года велась лишь достройка уже заложенных объектов, поскольку консервировать их в недостроенном состоянии было дорого и проблематично. Вопрос, когда омичи поедут на метро, больше не поднимался, но в апреле 2016 года первый зампред областного правительства Андрей Новосёлов выразил мнение, что метро в Омске когда-нибудь появится. Он ожидал, что 2018—2019 годы для города будут более лёгкими.
Тем не менее, в апреле 2016 года неизвестные вывезли строительные материалы с площадки недостроенной станции метро «Заречная». Колонна из трёх КамАЗов под сопровождением рамного внедорожника Toyota Land Cruiser 200 транспортировала бетонные тюбинги в неизвестном направлении.

### Консервация
В конце декабря 2017 года строительство решили законсервировать, направив для этого 800 млн рублей из регионального бюджета. На 2017 год в строительство уже было вложено 12,9 миллиарда рублей, и по мнению властей, необходимо ещё 22 миллиарда, чтобы достроить метрополитен и ввести его в эксплуатацию.
11 мая 2018 года Правительство Омской области объявило о прекращении строительства метрополитена, было принято решение о закрытии сводов станций «Заречная» и «Кристалл», а также консервации всей системы. Консервация также освободит 1400 участков земли, зарезервированных под строительство системы метро. Федеральная помощь на данный момент невозможна. На начало декабря 2017 года линия была готова на 35 %: станция «Пушкинская» была построена на 100 %, но непригодна для ввода в эксплуатацию, станции «Кристалл» и «Заречная» были выполнены только в виде котлованов, котлован на улице Богдана Хмельницкого, где проложено 800 метров перегона, был уже зарыт. В 2017 году никаких работ не проводилось, так как на два аукциона не заявился ни один подрядчик.
Регион не оставлял надежд по достройке и открытию метрополитена, даже в упрощённом или переформатированном варианте: предполагалось либо переделать метро в легкорельсовый транспорт или в подземный трамвай, либо завершить короткий отрезок метро из станций «Пушкинская», «Заречная» и «Кристалл» (5,5 км) и всё же пустить по нему поезда метро, но для этого требовалось ещё 3 миллиарда рублей. У региона недостаточно средств, а создание федеральной целевой программы на развитие метро в регионах планируется не раньше 2020 года.
12 апреля 2019 года Вице-губернатор Омской области Валерий Бойко подписал распоряжение, согласно которому 3 с небольшим миллиона рублей направляются на устранение подтопления недостроенных станций метро, после чего будет осуществляться их консервация. Деньги выделены из резервного фонда правительства, на выполнение работ отведён месяц.
В мае 2019 года на заседании правительства Омской области было принято решение о затоплении первоочередного участка Омского метрополитена от станции «Рабочая» до станции «Маршала Жукова».
В марте 2024 года к двум недостроенным станциям метрополитена —   «Кристалл» и «Заречная» была приставлена охрана, чтобы предотвратить катание на каноэ.
15 июля 2025 года Министерство имущественных отношений Омской области выставило на продажу часть метрополитена — инженерный корпус.

## Проект метрополитена

### Версия 1987 года
Первоначально Омский метрополитен должен был состоять из четырёх линий, 57 станций (в том числе 4 пересадочных узла), пяти метродепо. Первая линия должна была соединить жилые районы правого и левого берега Иртыша с промышленными районами на востоке и юге города. Вторая линия должна была протянуться параллельно реке Иртыш и таким образом разгрузить автомобильное движение вдоль правого берега. Третья линия, так же, как и первая, должна была соединить правый и левый берег Иртыша. Планировалось проложить метромост через пойму реки Омь вдоль Октябрьского моста, либо реконструировать его под линию метро. Также через Иртыш планировалось построить метромост на месте нынешнего Ленинградского моста. Четвёртая линия должна была соединить систему метрополитена с аэропортом. Она была бы единственной линией омского метрополитена, располагавшейся исключительно на левом берегу, а также самой короткой из всех четырёх. 

### Версия 2013 года
В первую очередь строительства по проекту 2013 года должны были входить 5 станций: «Библиотека имени Пушкина», «Заречная», «Кристалл», «Соборная», «Проспект Рокоссовского», а также электродепо и инженерный корпус. Длина участка — более 7 км, прогнозировалась средняя скорость движения 36 км/ч и время поездки по всей линии в 10 минут. Суточный пассажиропоток оценивался в 190 тыс. пассажиров, годовой — 69 млн.
По сообщениям главного архитектора проекта Омского метрополитена Богдана Мрыглода, станцию «Торговый центр» планировалось сдать в 2016 году.
Все станции проектировались односводчатыми мелкого заложения. Они спроектированы ОАО «Метрогипротранс» в едином концептуальном стиле, аналогичном московской станции «Строгино», различия только в цветовом оформлением путевых стен, подборе материалов облицовки, а также формой кессонов в верхней части свода станции (на всех станциях своды должны были быть выкрашенными белой водоэмульсионной краской).
- «Библиотека имени Пушкина»: оранжевый, кремовый и кофейный цвета; кессоны квадратные, разбиты на девять ячеек в каждом.
- «Заречная»: цвет слоновой кости и светло-зелёный; кессоны квадратные, в них подвешены квадратно-мелкоячеистые светильники.
- «Кристалл»: светло-серый, тёмно-зелёный и цвет морской волны; кессоны восьмиугольные, на один квадрат наложен второй с поворотом на 45 градусов.
- «Соборная»: бордовый и насыщенный жёлтый цвета; кессоны круглые с треугольными ячейками по кругу внутри.

Первый пусковой участок: Электродепо — станция «Соборная» — станция «Кристалл» — станция «Заречная» — станция «Библиотека имени Пушкина». Длина тоннеля между станциями «Заречная» и «Кристалл» по проекту составляла около 1,1 км. 6 августа 2012 года проходка правого тоннеля на этом участке была завершена. После разворота тоннелепроходческого комплекса он начал прокладывать левый перегонный тоннель от станции «Заречная» в направлении станции «Кристалл»,. В 2013 году завершён левый тоннель, затем начнётся проходка перегона «Кристалл — Соборная».
Метродепо планировалось разместить за станцией «Соборная», для этого огорожена территория. Рядом с ним планировалось возвести подстанцию 110/10 киловольт «Метро», для обеспечения электроснабжения.
Автоматизированные поезда из двух вагонов планировалось пропускать через станции каждые 90 секунд, перевозя до 12 тыс. пассажиров в час. Предполагалось, что от «Торгового центра» до «Аэропорта» время в пути составило бы 23 минуты. Поставщик подвижного состава для омского метрополитена определён так и не был. Высказывались предположения, что им могут быть чешские компании, Hyundai, Ansaldo-Breda, Siemens, Alstom или Bombardier.
Планировалось после сдачи в 2016 году пускового участка продолжить строительство на левом берегу Иртыша до станции «Аэропорт» и на правом берегу до станции «Рабочая» (перегон «Туполевская» — «Рабочая» уже был частично построен в 1990-х годах). На этом участке линии планировался ещё один метромост — через реку Омь. Общий пассажиропоток после этих изменений оценивался в 330 тыс. чел./сутки.
Строительство второй линии метро — по сообщениям прессы — якобы было начато в 2013 году, реально никаких работ не проводилось. Линию проектировали по правому берегу Иртыша, в основном параллельно реке. Пересадка на первую линию изначально планировалась на станции «Библиотека имени Пушкина», однако из экономических соображений предлагалось сделать станцию с рабочим названием «Торговый центр», где планировалось проложить линии метро параллельно одну над другой. Таким образом, в проекте метро 2013 года фигурировало 20 станций. Были утверждены их названия и местоположение и пройдена госэкспертиза. Проект второй линии предусматривал строительство из района железнодорожного вокзала к северному промышленному центру.
Строительство третьей линии предполагалось в далёкой перспективе на двух берегах Иртыша так же, как и первой. По утверждённому генплану третья линия должна была соединить Амурский посёлок и район Старого Кировска.

## Станции

### Проспект Рокоссовского
«Проспект Рокоссовского» — проектировавшаяся станция Омского метрополитена. Должна была являться конечной станцией первого пускового участка Омского метрополитена и находиться за станцией «Соборная».
Открытие станции было запланировано в составе первого пускового участка Омского метрополитена «Рокоссовского» — «Библиотека имени Пушкина». В 2010 году принято решение о том, что участок «Соборная» — «Рокоссовского» будет эстакадным.

### Соборная
«Соборная» должна была располагаться между станциями «Рокоссовского» и «Кристалл». Строительство свёрнуто. Площадка засыпана землёй, забор убран.
Открытие станции было запланировано в составе первого пускового участка Омского метрополитена «Рокоссовского» — «Библиотека имени Пушкина». По состоянию на 2009 год, строительство станции приостановлено. Названа станция так из-за расположения в непосредственной близости от Христо-Рождественского Кафедрального Собора. Первоначальное проектное название — «Автовокзал».
Станция должна была быть расположена вдоль проспекта Комарова, между автовокзалом и Левобережным рынком. В пешеходной зоне доступности станции: автовокзал, гостиница, рынок и жилые кварталы. Немногим более километра от будущего места расположения станции находилась «Арена-Омск».
Станция проектировалась как односводчатая, мелкого заложения. В сводчатой части станции запроектированы девять куполов, в каждом из которых будет расположено десять вытянутых по высоте ниш со светильниками. Цветовое решение станции будет выполнено в сочетании тёплых, красного и белого цветов, что также соответствует атмосфере русских храмов. Проект станции имеет много общего с реализованным проектом станции Московского метрополитена «Аннино».

### Кристалл
«Кристалл» — строившаяся станция Омского метрополитена. Должна была располагаться между станциями «Соборная» и «Заречная».
Открытие станции было запланировано в составе первого пускового участка Омского метрополитена «Рокоссовского» — «Библиотека имени Пушкина». Название получила по находящемуся рядом микрорайону Кристалл, непосредственно рядом с которым будут находиться выходы из метро. Первоначальное проектное название «Бульвар Архитекторов».
Станция расположена на пересечении проспекта Комарова и бульвара Архитекторов.
Станция односводчатая, мелкого заложения.
По состоянию на 8 апреля 2008 года готовилась стройплощадка для строительства станции.
По состоянию на начало 2012 года был готов котлован станции. В 2011 году проходческий щит двинулся в сторону станции «Заречная», 6 августа 2012 года вышел на «Заречной», первый тоннель готов. По данным на начало 2016 года, медленными темпами осуществлялось строительство второго тоннеля.

### Заречная
«Заречная» — строившаяся станция Омского метрополитена. Должна была располагаться между станциями «Кристалл» и «Библиотека имени Пушкина».
Открытие станции было запланировано в составе первого пускового участка Омского метрополитена «Рокоссовского» — «Библиотека имени Пушкина». Название получила в связи с тем, что является первой станцией метро на левом берегу Иртыша, расстояние от береговой линии составляет 1,5 км. Первоначальное название — «Левобережная».
Станция расположена вдоль улицы им. Маршала Конева, недалеко от пересечения с улицей 70 лет Октября.
Станция односводчатая мелкого заложения.
Вблизи станции расположены два крупных торговых комплекса: ТРЦ «Континент» и ТЦ «Фестиваль».
Тоннели от метромоста до вентшахты построены открытым способом, как в однопутном, так и в двухпутном исполнениях. От вентшахты до котлована станции тоннели строились закрытым способом с помощью щитовой проходки.
6 августа 2012 года проходческий щит вышел на станции «Заречная», стартовав от станции «Кристалл» в 2011 году.
По состоянию на апрель 2014 года находилась в виде бетонного котлована с установленной опалубкой для заливания потолочного свода.
В 2018 году было принято решение о консервации объектов омского метрополитена, в рамках которой котлован станции «Кристалл» будет засыпан, станция «Заречная» должна быть достроена, а стройплощадка ликвидирована.

### Библиотека имени Пушкина
«Библиотека имени Пушкина» — построенная в конструкциях станция Омского метрополитена, следующая за станцией «Заречная». Планировалась как конечная станция первого пускового участка «Рокоссовского» — «Библиотека имени Пушкина». Название получила по названию находящейся рядом Омской областной научной библиотеки им. А. С. Пушкина. Первоначальное проектное название «Красный Путь».
Станция расположена на пересечении улиц Красный Путь и Фрунзе, вдоль улицы Фрунзе. Выходы со станции запроектированы вокруг автомобильной развязки, расположенной над станцией. Из станций пускового участка — единственная, расположенная на правом берегу Иртыша. Кроме жилых массивов, тут расположено множество административных зданий, учреждения культуры и образования.
Станция односводчатая мелкого заложения. В конструкции сводчатой части станции запроектированы девять прямоугольных кессонированных плафонов размером в плане 7,70 м на 8,5 м. Каждый плафон разделён на более мелкие кессоны размером 2,35 м на 2,10 м в плане и глубиной от 1,0 м до 1,60 м. Каждый кессон оборудован светильником.
В восточном торце станции имеется задел под второй вестибюль и вентиляционные сооружения. Также имеются заделы под продление тоннелей. Оборот составов должен был производиться в камере съездов, расположенной между метромостом и станцией.
В 2004 году открытым способом были построены тоннели от строящегося метромоста до будущего котлована станции. Строительство самой станции было начато в 2006 году.
По состоянию на 20 октября 2008 года строительство конструкций станции было практически завершено. Велась отделка станции.
2 сентября 2011 года состоялось открытие подземного перехода и вестибюля станции.
С открытием подземного перехода вестибюль станции стал первым действующим элементом так и не построенного метрополитена.

### Торговый центр
«Торговый центр» — проектировавшаяся станция Омского метрополитена, следующая за «Библиотекой имени Пушкина». Открытие станции было запланировано в день 300-летия Омска в 2016 году. В перспективе должна была иметь пересадку на 2-ю линию.

### Маршала Жукова
«Маршала Жукова» — проектировавшаяся станция Омского метрополитена. Открытие станции было запланировано в день 300-летия Омска в 2016 году.

### Лермонтовская
«Лермонтовская» — проектировавшаяся станция Омского метрополитена. Открытие станции было запланировано в день 300-летия Омска в 2016 году. В перспективе должна была иметь кросс-платформенную пересадку на 3-ю линию.

### Парковая
«Парковая» — проектировавшаяся станция Омского метрополитена. Станция должна была располагаться на юго-востоке Омска возле главного входа в ПКиО им. 30-летия ВЛКСМ — вдоль ул. Богдана Хмельницкого, у примыкания ул. Маяковского. Первоначальное проектное название — «Парк 30 лет ВЛКСМ».

### Туполевская
«Туполевская» — недостроенная станция Омского метрополитена. Открытие станции в обозримом будущем больше не планируется. Строительство станции началось в начале 1992 года и в 2003 году было прекращено в связи с изменением первого пускового участка. Был наполовину построен свод станции с платформой и заделом южного вестибюля. Также был построен западный тоннель перегона «Туполевская» — «Рабочая». Перед консервацией достроенную часть станции и вход в тоннель огородили забутовками, оставшийся котлован засыпали.
По данным на 2014 год котлован был засыпан полностью. По периметру несостоявшейся станции и частично вдоль перегонного тоннеля стоял забор.
В 2018 году часть забора, стоявшую перед театром «Галёрка», снесли. Таким образом стройплощадка «Туполевской» была разбита на два отдельных участка.
В 2019 году была окончательно ликвидирована стройплощадка станции, а вход в тоннель был забутован пластичной бетонной смесью, что позволило снять забор и устроить на месте стройплощадки газон. После в ноябре 2023 года забор по периметру станции был полностью убран, все наземные постройки вывезены, а территория расчищена. 

### Рабочая
«Рабочая» — недостроенная станция Омского метрополитена. Открытие станции в обозримом будущем больше не планируется.
Строительство станции началось в начале 1992 года в составе первого пускового участка «Туполевская» — «Рабочая» с электродепо. К 2003 году был разработан котлован и прокопан один перегонный тоннель между станциями. В связи с возникшей угрозой обвала котлована станции в спешном порядке были построены пристанционные сооружения. В ноябре 2023 года забор по периметру станции был убран, все наземные постройки были вывезены, территория расчищена. По данным на 2018 год, планировалось обустроить тут парковку.

## Омское метро в культуре

«Народная» схема Омского метрополитена, с одной станцией

Долгое ожидание завершения строительства омского метрополитена породило народные истории. У омичей метро олицетворяет несбыточные надежды, о нём говорят с иронией.
- Местная музыкальная группа Цемент BanD в 2013 году записала песню с названием «Омский метрополитен», где рассказывается история среднестатистического омича, уставшего от бесконечных обещаний и «распилов». По Интернету распространилась «карта Омского метро», на которой изображена только одна построенная станция («Библиотека имени Пушкина»). В Google Play появилась программа для мобильных устройств, позволяющая посмотреть схему омского метро, готовые станции (одна) и время до прибытия поезда («1195 дней 18 часов» — отсчёт ведётся от планировавшегося в 2016 году запуска первой линии). Кроме того, «омичи, заждавшиеся метро, могут услышать звук приближающегося поезда, встряхнув девайс во время просмотра информации»[70].
- Омско-московская группа 25/17 написала песню «В городе, где нет метро».
- На новый год 2016 в омском ледовом городке «Беловодье» был создан аттракцион «Омский метрополитен» с автоматическим поездом и единственной станцией[71]. А летом в продажу поступила небольшая серия сувенирных жетонов для метро[72].
- Максим Голополосов, телеведущий канала «Перец»[73]:

Про Омск я мало что знаю, но слышал, что у вас есть какая-то станция, которой вроде и нет. Вы меня очень удивили! Как так: построить одну станцию?!
- В июле 2017 года двумя жительницами был снят клип «Медведев — это М», повествующий об обещании, данном в 2012 году премьер-министром РФ Дмитрием Медведевым достроить омский метрополитен к празднику 300-летия Омска в 2016 году. Песня представляет собой пародию на композицию Милены и Наташи Трейя «Милена — это М»[74].
- В марте 2019 года в Омском государственном драматическом «Пятом театре» состоялась премьера спектакля «Про город» (драматург — Серафима Орлова, режиссер — Денис Шибаев), действие которого происходит в Омском метро. Драматург и режиссер придумали альтернативную схему Омского метрополитена из семи станций.[75]
- 1 апреля 2019 года компания Яндекс сделала первоапрельскую шутку, добавив в мобильное приложение «Яндекс.Метро» город Омск с единственной станцией «Библиотека имени Пушкина»[76]